# Kahun (Kaski)
Kahun (nep. काहुँ) – gaun wikas samiti w zachodniej części Nepalu w strefie Gandaki w dystrykcie Kaski. Według nepalskiego spisu powszechnego z 2001 roku liczył on 481 gospodarstw domowych i 2211 mieszkańców (1150 kobiet i 1061 mężczyzn).